# 島田順子
島田 順子（しまだじゅんこ、Junko Shimada、1941年7月7日 - ）は日本のファッションデザイナーである。

## 略歴
- 千葉県館山市出身。6人姉妹の三女として生まれる[1]。千葉県立安房第二高等学校（現・千葉県立安房高等学校）、学校法人杉野学園ドレスメーカー学院を卒業後[1]、フランス映画に憧れ、1966年にパリに渡る[2]。
- プランタン百貨店に研究室に入り、1970年にデザイナー集団「マフィア」のメンバーとなる。1975年にキャシャレル社に入社。
- 1981年にパリに「JUNKO SHIMADA DESIGN STUDIO」を設立。パリ及び東京コレクション参加。1988年に東京に「JUNKO SHIMADA INTERNATIONAL」を設立。
- 1996年に日本ファッションエディターズクラブデザイナー賞を受賞。
- 2013年に東京オリンピック招致委員会で国際オリンピック委員会総会の招致活動などの公式スーツを監修[3]。
- 2014年にフランス共和国芸術文化勲章（シュバリエ）を受章。
- 2020年3月にパリコレクションにて78回目、2020-21AWコレクションを発表